# Dayah Mon Ara (Kembang Tanjong)
Dayah Mon Ara is een bestuurslaag in het regentschap Pidie van de provincie Atjeh, Indonesië. Dayah Mon Ara telt 220 inwoners (volkstelling 2010).